# 우리가 사랑이라고 믿는 것
《우리가 사랑이라고 믿는 것》(영어: Hope Gap, '호프 갭')은 2019년 공개된 영국의 드라마 영화이다. 윌리엄 니컬슨의 연출작으로, 자신의 1999년작 희곡 The Retreat from Moscow을 영화화한 것이다. 아네트 베닝, 빌 나이, 조시 오코너, 아이샤 하트, 라이언 매켄, 스티븐 페이시, 니컬러스 번스가 출연한다.
2019년 토론토 영화제에서 처음 공개되었고, 이듬해 8월 영국 극작에 개봉하였다. 대한민국에는 2022년 2월 24일 개봉하였다.

## 줄거리
이 영화는 29년간 결혼 생활을 이어온 부부에게 남편이 갑작스럽게 이별을 통보하며 시작되는 가족 드라마이다.

## 출연진
- 아네트 베닝 - 그레이스 역
- 빌 나이 - 에드워드 역
- 조시 오코너 - 제이미 역
- 아이샤 하트 - 제스 역
- 라이언 매켄 - 데브 역
- 스티븐 페이시 - 변호사 역
- 니컬러스 번스 - 게리 역
- 로즈 키건 - 접수원 역
- 니컬러스 블레인 - 사제 역
- 샐리 로저스 - 앤절라 역
- 리엄 해드필드 - 웨이터 역